# Reichling
Reichling er en kommune i Landkreis Landsberg am Lech, Regierungsbezirk Oberbayern i den tyske delstat Bayern. Den er en del af Verwaltungsgemeinschaft Reichling.

## Geografi
Reichling ligger i Region München.
Der er i kommunen, ud over Reichling, landsbyerne Ludenhausen, Reichlingsried og Gimmenhausen.
Landsbyen Ludenhausen ligger ca. 3 km Reichling og er den højest beliggende landsby i Landkreis Landsberg med ca. 650 indbyggere.